# Vista del Mont Sinaí
La Vista del Mont Sinaí és una obra atribuïda a l'etapa veneciana o romana d'El Greco. Consta amb el número X-157 en el catàleg raonat d'obres d'aquest pintor, realitzat pel seu especialista Harold Wethey.

## Introducció
A començaments de 1570, El Greco va residir a Roma, al Palau del cardenal Alexandre Farnese, de qui Fulvio Orsini n'era el bibliotecari. A l'inventari de béns de Fulvio Orsini de l'any 1600, hi consten set obres d'El Greco, una de les quals és una Vista del Mont Sinaí, que molt probablement és aquesta del Museu de Creta. Potser aquesta obra va ésser pintada a Roma, o potser el mestre ja la portava amb ell de Venècia.

## Tema de l'obra
El Mont Sinaí és el lloc on, segons el llibre de l'Èxode, Moisés va rebre les Taules de la Llei amb els Deu Manaments［Ex 19:9-25］Als peu de la muntanya, hi ha el monestir de Santa Caterina. A aquesta vista del Mont Sinaí també hi és representat l'esmentat Monestir de Santa Caterina.

## Anàlisi de l'obra
Pintura a l'oli ? sobre taula; 41 x 47,5 cm.; Museu històric de Creta, Càndia.
Aquesta taula és una de les primeres obres atribuïbles -amb controvèrsies- al mestre cretenc. És molt similar a la composició del mateix tema al revers del Tríptic de Mòdena. Harold Wethey no afirma ni nega que sigui obra d'El Greco. Opina que no hi ha cap prova fefaent de que aquesta taula sigui l'obra citada en l'inventari de béns de Fulvio Orsini.
El model emprat per El Greco a aquesta obra pot haver estat algun gravat utilitzat per il·lustrar els llibres de viatges del segle xvi, impresos a l'Europa occidental. El gravat més probable és un de Giovanni Battista Fontana (1524 – 25 setembre 1587). Hi ha moltes similituds entre les dues obres, tant pel que fa a la interpretació del paisatge, com als detalls particulars. Les similituds inclouen la caravana de pelegrins del cantó inferior dret, el monestir fortificat representat en diagonal, l'alçada i la forma de les principals muralles defensives, i una paret exterior baixa en el costat dret, protegint l'entrada principal del monestir. Tanmateix, hi ha diferències: el grup de viatgers a l'esquerra, està absent del gravat. Un altre tret comú és l'obertura arquejada en una paret, tot i que en el gravat hi ha representada, a aquesta obertura, una figura que puja o baixa una cistella amb una corda, detall absent a l'obra de Theotokópoulos. Curiosament, El Greco omet tota referència a l'entrega a Moisès de les Taules de la Llei per part de Déu, possiblement perquè estava més interessat en la representació d'un paisatge inusual, més que no pas en l'episodi bíblic.

## Procedència
- Alfonso Levi, Venècia.
- Col·lecció Contini Bonacossi.
- Baró F. Hátvany, Budapest.